# Lintonia brizoides
Lintonia brizoides là một loài thực vật có hoa trong họ Hòa thảo. Loài này được (Chiov.) C.E.Hubb. mô tả khoa học đầu tiên năm 1937.